# 훌츠프레드시

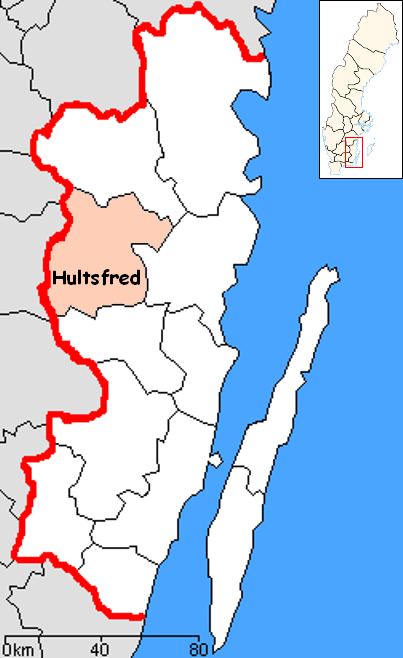
훌츠프레드 시의 위치

훌츠프레드시(스웨덴어: Hultsfreds kommun)는 스웨덴 칼마르주에 위치한 지방 자치체로 행정 중심지는 훌츠프레드이며 면적은 1,187.01km2, 인구는 14,607명(2016년 12월 31일 기준), 인구 밀도는 12명/km2이다.

시 문장